# Friedrich Pelizaeus

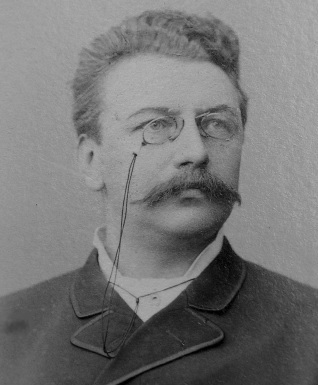
Friedrich Christoph Pelizaeus

Friedrich Christoph Pelizaeus (ur. 3 kwietnia 1851 w Rietbergu, zm. 11 sierpnia 1942 w Kassel) – niemiecki lekarz balneolog i neurolog, radca sanitarny. W 1885 roku opisał chorobę znaną dziś jako choroba Pelizaeusa-Merzbachera.

## Życiorys
Studiował medycynę na Uniwersytecie Juliusza i Maksymiliana w Würzburgu, studia ukończył 19 grudnia 1874 roku. Tytuł doktora medycyny otrzymał w 1880 roku . Był asystentem Ferdinanda Rungego w uzdrowisku w Nassau an der Lahn. Od 1881 do 1884 był dyrektorem uzdrowiska w Elgersburgu w Turyngii. Od 1884 do 1885 kierował uzdrowiskiem Augustusbad w Radebergu. W 1885 roku przeprowadził się do Kreischy (koło Drezna); w latach 1890–1901 mieszkał w Gernrode im Harz. W 1896 roku otrzymał tytuł radcy sanitarnego (Sanitätsrat). W 1901 roku przeniósł się razem z rodziną do  Kassel. W sezonie letnim (od maja do października) wyjeżdżał do uzdrowiska w Bad Oeynhausen, po raz ostatni w 1913 roku . Należał do Verein für Naturkunde zu Kassel.
Był katolikiem. Miał trzy córki. Jego krewnym czwartego stopnia był Friedrich Wilhelm Pelizaeus (1851–1930), założyciel Pelizaeus-Museum w Hildesheim. Zmarł 11 sierpnia 1942 roku w Kassel .

## Dorobek naukowy
Pelizaeus był przede wszystkim lekarzem uzdrowiskowym , poczynił jednak szereg istotnych spostrzeżeń na polu neurologii i opublikował kilkanaście artykułów naukowych . Badał odruch kolanowy , pisał o neurastenii  , chorobie Thomsena , migrenie , paraliżu postępującym  . W pracy z 1885 roku przedstawił jeden z pierwszych opisów nowej dla nauki choroby neurologicznej, obecnie nazywanej chorobą Pelizaeusa-Merzbachera . Praca ta została dostrzeżona i była cytowana przez drugiego z odkrywców choroby, Ludwiga Merzbachera, w jego pracy z 1910 roku. Pacjenci Merzbachera należeli zresztą do tej samej rodziny, którą badał Pelizaeus, co okazało się dopiero po pewnym czasie .

## Prace
- Ueber Vaguslähmungen beim Menschen. Würzburg: Becker, 1880.
- Ueber das Kniephänomen bei Kindern. „Archiv für Psychiatrie und Nervenkrankheiten”. 14, s. 402–410, 1883. DOI: 10.1007/BF01970860.
- Zur Lehre von der chronischen Obstipation und deren Behandlung. „Deutsche Medizinal-Zeitung”. 2, s. 217–219, 1884.
- Ueber eine eigenthümliche Form spastischer Lähmung mit Cerebralerscheinungen auf hereditärer Grundlage. (Multiple Sklerose). „Archiv für Psychiatrie und Nervenkrankheiten”. 16, s. 698–710, 1885. DOI: 10.1007/BF02057569.
- Ueber einige Verbesserung an constanten Batterien. „Berliner klinische Wochenschrift”. 22, s. 628–630, 1885.
- Ueber die heutige Stellung der Wasserheilanstalten. „Deutsche Medizinal-Zeitung”. 7, s. 425–428, 1886.
- Zur Untersuchungsmethode des Kniephänomens. „Neurologisches Centralblatt”. 5, 1886.
- Ueber einige seltene Initialerscheinungen der Dementia paralytica. „Neurologisches Centralblatt”. 5, s. 223–225, 1886.
- Zur Therapie der Migräne. „Deutsche Medizinal-Zeitung”. 8, s. 737, 1887.
- Zur Differentialdiagnose der Neurasthenie. „Deutsche Medizinal-Zeitung”. 10, s. 317; 329, 1889.
- Ueber artificielle Neurasthenie. „Deutsche Medizinische Wochenschrift”. 17 (24), s. 776–778, 1891. DOI: 10.1055/s-0029-1206557.
- Anleitung zum Gebrauch der Wasserkur. Gernrode: 1892. Brak numerów stron w książce
- Ueber öffentliche Sanatorien. „Verhandlungen und Mittheilungen des Vereins für Öffentliche Gesundheitspflege in Magdeburg”. 22/23, s. 69–77, 1896.
- Ueber feuchte Einwickelungen und ihre Bedeutung für die Praxis. „Deutsche Medizinal-Zeitung”. 17, s. 511–513, 1896.
- Ueber einen ungewöhnlichen Fall von progressiver Hemiatrophie, Myosclerose, Sclerodermie und Atrophie der Knochen und Gelenke. „Neurologisches Centralblatt”. 16, s. 530–537, 1897.
- Ein Fall von Thomsen′scher Krankheit. „Centralblatt für Nervenheilkunde und Psychiatrie”. 8, s. 128, 1897.
- Ein ungewöhnlicher Fall von progressiver Atrophie. „Centralblatt für Nervenheilkunde und Psychiatrie”. 8, s. 129–131, 1897.
- Ueber eine eigenartige familiäre Entwickelungshemmung vornehmlich auf motorischem Gebiet. „Archiv für Psychiatrie und Nervenkrankheiten”. 31, s. 101–104, 1898. DOI: 10.1007/BF02046899.
- Ein einfacher Apparat zur Bereitung von kohlensauren Bädern. „Deutsche Medizinal-Zeitung”. 20, s. 308, 1899.
- Beschreibung einer auch bei wechselndem Wasserdruck sicher funktionierender Douchevorrichtung. „Zeitschrift für diätetische und physikalische Therapie”. 5, s. 227–229, 1901.
- Ueber die Anlage- und Betriebskosten von Volksheilstätten und die Unterbringung von Kassenkranken in Kurorten und Bädern. „Deutsche Medizinal-Zeitung”. 24, s. 741; 753, 1903.
- Ueber Bad Oeynhausen und seine Heilmittel. „Allgemeine medicinische Central-Zeitung”. 72, s. 337–341, 1903.
- Der Schutz vor Lungenschwindsucht in den Kurorten und offenen Heilanstalten; einige Bemerkungen zu dem Aufsatz von Dr. Büdingen. „Deutsche Medizinische Wochenschrift”. 29 (20), s. 358–359, 1903. DOI: 10.1055/s-0028-1138469.
- Über die sogenannten Jodbäder. „Therapeutische Monatshefte”. 17, s. 346–349, 1903.
- Ueber Diagnose, Verlauf und Aetiologie der Dementia paralytica. „Deutsche Medizinal-Zeitung”. 25, s. 525–529, 1904.
- Ueber Sanatorien für den Mittelstand. „Blätter für Volksgesundheitspflege”. 6, s. 160–163, 1906.